# Hotel Ritz (Londra)
L'Hôtel Ritz (conosciuto anche come The Ritz Hotel London) è un esclusivo albergo di Londra, Inghilterra situato a Piccadilly, di fianco al Green Park.

## Storia
Il famoso albergatore svizzero César Ritz aprì l'hotel il 24 maggio 1906. L'edificio è in stile neoclassico, costruito durante la Belle Époque per assomigliare agli edifici parigini, il porticato si ispira infatti a quelli presenti in Rue de Rivoli. I suoi architetti furono Charles Mewes, che aveva già precedentemente disegnato l'Hôtel Ritz, e Arthur Davis, con la collaborazione del tecnico svedese Sven Bylander. 
Fu una delle prime strutture in acciaio di Londra.
L'ex Primo ministro del Regno Unito Margaret Thatcher è morta l'8 aprile del 2013, all'età di 87 anni a causa di un ictus, nella sua suite presso l'hotel.

## L'hotel nel cinema
Nell'hotel vennero girate alcune scene del film Notting Hill del 1999, con Hugh Grant e Julia Roberts.